# Carlos Sánchez Jover
Carlos Sánchez Jover (* 21. Juli 2000 in Albacete) ist ein spanischer Tennisspieler.

## Karriere
Sánchez Jover spielte zwischen 2014 und 2019 auf der ITF Junior Tour. Dort nahm er einmal an einem Grand-Slam-Turnier teil, als er 2018 bei den French Open im Einzel und Doppel in der ersten Runde ausschied. Er gewann zwei Einzel- und einen Doppeltitel der niedrigeren Kategorie. In der Junioren-Weltrangliste erreichte er mit Platz 61 seine höchste Notierung.
Bei den Profis spielte Sánchez Jover 2019 das erste Mal regelmäßig Profiturniere auf der ITF Future Tour und schloss im Einzel und Doppel sein erstes Profijahr in den Top 800 der Weltrangliste ab. 2021 gewann er seine ersten Titel – zwei im Einzel und fünf im Doppel – wodurch er nun jeweils das erste Mal unter den Top 500 stand. 2021 spielte er durch Wildcards auch die ersten Turnieren der höher dotierten ATP Challenger Tour. Der erste Erfolg der Challenger Tour gelang Sánchez Jover 2022 im kroatischen Zadar, als er ins Halbfinale einzog und dort Daniel Michalski unterlag. Da er nun häufiger bei Challengers an den Start ging, spielte er weniger Futures und blieb bis 2024 titellos. 2024 gewann er im Einzel seinen dritten und vierten Titel auf der Future Tour. In ein weiteres Challenger-Halbfinale schaffte er es bis Mitte 2024 im Einzel nicht mehr. Seine besten Resultate erzielte er in Cordenons und Todi 2023 jeweils mit dem Viertelfinale. Der größte Erfolg im Doppel gelang dem Spanier im April 2024 in Florianópolis. Dort gewann er mit seinem israelischen Doppelpartner Daniel Cukierman das Turnier und damit den ersten Challenger-Titel. Während er im Doppel mit Platz 333 ein neues Karrierehoch erreichte, stand er im Einzel auf diesem mit Platz 329 bereits ein Jahr zuvor im August 2023.

## Erfolge
| Legende (Anzahl der Siege) |
| Grand Slam                 |
| ATP Finals                 |
| ATP Tour Masters 1000      |
| ATP Tour 500               |
| ATP Tour 250               |
| ATP Challenger Tour (1)    |

### Doppel

#### Turniersiege
| Nr. | Datum         | Turnier       | Belag | Partner          | Finalgegner                                 | Ergebnis         |
| --- | ------------- | ------------- | ----- | ---------------- | ------------------------------------------- | ---------------- |
| 1.  | 6. April 2024 | Florianópolis | Sand  | Daniel Cukierman | Lorenzo Joaquín Rodríguez Franco Roncadelli | 6:0, 3:6, [10:4] |